# La Luz (Venezuela)
Pour les articles homonymes, voir La Luz et Luz.
La Luz est la capitale de la paroisse civile de La Luz de la municipalité d'Obispos dans l'État de Barinas au Venezuela.